# Rapide-Blanc (bande dessinée)
Pour les articles homonymes, voir Rapide-Blanc.
Rapide Blanc est un album de bande dessinée québécois de Pascal Blanchet publié en 2006 aux éditions La Pastèque. L'album relate l'histoire de la centrale de Rapide-Blanc, une centrale hydroélectrique construite entre 1930 et 1934 par la Shawinigan Water and Power Company à une soixantaine de kilomètres au nord de La Tuque et du village aménagé à proximité pour loger les travailleurs et leurs familles.
L'histoire raconte la grande et la petite histoire de cette oasis au cœur de la forêt québécoise à partir de ses débuts dans les années 1930 jusqu'à l'étatisation de la Shawinigan par l'État québécois en 1963 et de la fermeture du village par Hydro-Québec en 1971, victime du progrès de la technologie à micro-ondes et du développement du réseau routier.
L'ouvrage est généralement bien accueilli par les critiques québécois, soulignant le style de Blanchet, qui évoque l'esthétique des années 1950. « Véritable orgie visuelle de lignes art déco » souligne Fabien Deglise du Devoir. Son collègue Alexandre Vignault de La Presse parle quant à lui d'un album « transcendé par une approche graphique époustouflante ».

## Distinctions
- Prix Bédélys Québec 2006 - Association des libraires du Québec - Nomination
- Festival de la bande dessinée francophone de Québec 2007 - Grand prix de la ville de Québec - Nomination